# Otto Erich Hansen
Otto Erich Hansen (* 21. Juli 1906 in Glückstadt; † 12. Dezember 1959 in Lübeck) war ein deutscher Verwaltungsbeamter, Regierungsrat und Landrat.

## Leben
Otto Erich Hansen war der Sohn eines Buchhändlers. Nach Ende seiner schulischen Ausbildung studierte er Rechtswissenschaft u. a. in Tübingen, wo er Mitglied der Straßburger Burschenschaft Arminia wurde. Nach dem Studium war er Gerichtsreferendar. Nachdem er am 30. Januar 1934 die Große Staatsprüfung abgelegt hatte, wurde er ab dem 16. August 1934 bei den Landratsämtern Rendsburg, Burgdorf, bei der Regierung Arnsberg und im Reichs- und Preußischen Ministerium des Innern tätig. Am 1. April 1938 wechselte er zum Landratsamt Bonn, wo er nachträglich zum 1. März 1938 zum Regierungsrat ernannt wurde. Am 11. Juli 1939 wurde er zum kommissarischen Landrat des Kreises Euskirchen ernannt, jedoch im September 1941 abberufen und zum Landratsamt Jüterbog versetzt, wo er bis 31. Dezember 1942 stellvertretender Landrat war. Ab dem 1. November 1942 war er als Regierungsrat bei der Regierung Schleswig tätig, bevor er ab dem 23. Februar 1943 seinen Wehrdienst leistete. Nach seiner Entlassung im August 1945 nahm er am 1. April 1954 eine Tätigkeit als Sozialgerichtsrat am Sozialgericht Lübeck auf, wo er 1959 im Dienst verstarb.

## Politik
Hansen war zwischen dem 1. Juni 1929 und dem 13. Juni 1930 Mitglied der NSDAP.

## Familie
Otto Erich Hansen heiratete am 23. Februar 1940 in Bonn Elisabeth Schmidt.